# Золотой диск
Золотой диск — специальный приз в виде золотой пластинки для исполнителей, у которых тираж записей превысил определённое количество: в Великобритании — 100 тыс., в США — 500 тыс. экземпляров и т. д. Превышение «золотого» тиража в два и более раз делает Золотой диск платиновым. Бриллиантовый диск в США присуждается за тираж более 10 млн экземпляров.
Среди обладателей наибольшего количества призов — как эстрадные исполнители (Каунт Бэйси, Элвис Пресли, Элла Фицджеральд, Джимми Хендрикс, Пол Маккартни, группы The Beatles, The Rolling Stones и другие), так и выдающиеся исполнители классической музыки (Б. Джильи, Пласидо Доминго, Монсеррат Кабалье, Энрико Карузо, Иегуди Менухин, М. дель Монако, Святослав Рихтер, Лучано Паваротти, Леопольд Стоковский и др.).
Первым сертифицированным золотым диском в США при продаже свыше 1 млн. 200 тыс. экземпляров стала запись песни «Чаттануга Чу-чу» из фильма Серенада солнечной долины, записанный в 1941 году оркестром Глена Миллера и Дороти Дандридж.

## Украина
В стране золотым диском считается запись с объёмом продаж в 50 тыс. экземпляров, платиновым — 100 тыс., бриллиантовым — 500 тыс.
Объёмы продаж золотых дисков в других странах см. в статье Сертификация музыкальных записей.